# Piper PA-23
O Piper PA-23, nomeado Apache e posteriormente Aztec, é um avião bimotor de quatro a seis assentos, para o mercado da aviação geral. A Marinha dos Estados Unidos e outras forças militares de vários países o utilizaram em pequenos números. Originalmente projetado na década de 1950 pela Stinson Aircraft Company, a Piper Aircraft fabricou o Apache e uma versão mais potente, o Aztec, nos Estados Unidos, entre as décadas de 1950 e 1980.

## Projeto e desenvolvimento
O PA-23 foi o primeiro bimotor da Piper, sendo desenvolvido a partir do projeto denominado "Twin Stinson", herdado quando a Piper comprou a Stinson da Convair. O protótipo do PA-23 era um monoplano de asa baixa, construído inteiramente de metal e com quatro assentos, com uma cauda dupla e motorizado por dois  Lycoming O-290-D de 125 hp (93,2 kW) cada; voou pela primeira vez em 2 de março de 1952. A aeronave não teve um bom desempenho e foi redesenhada com um único estabilizador vertical e uma fuselagem traseira toda de metal, com motores mais potentes, o Lycoming O-320-A de 150 hp (112 kW) cada.

### Apache

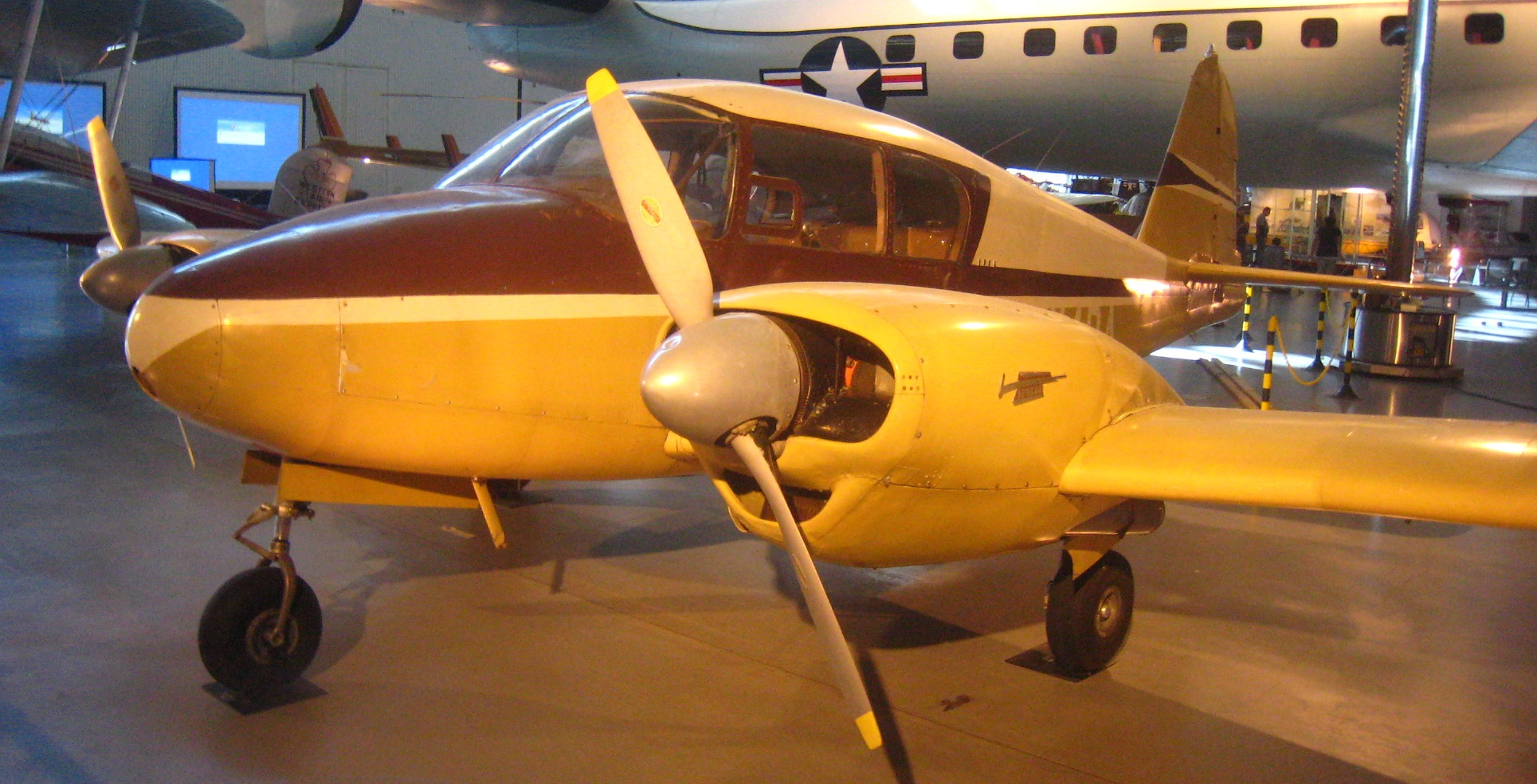
PA-23 Apache No Museu Nacional do Espaço e do Ar

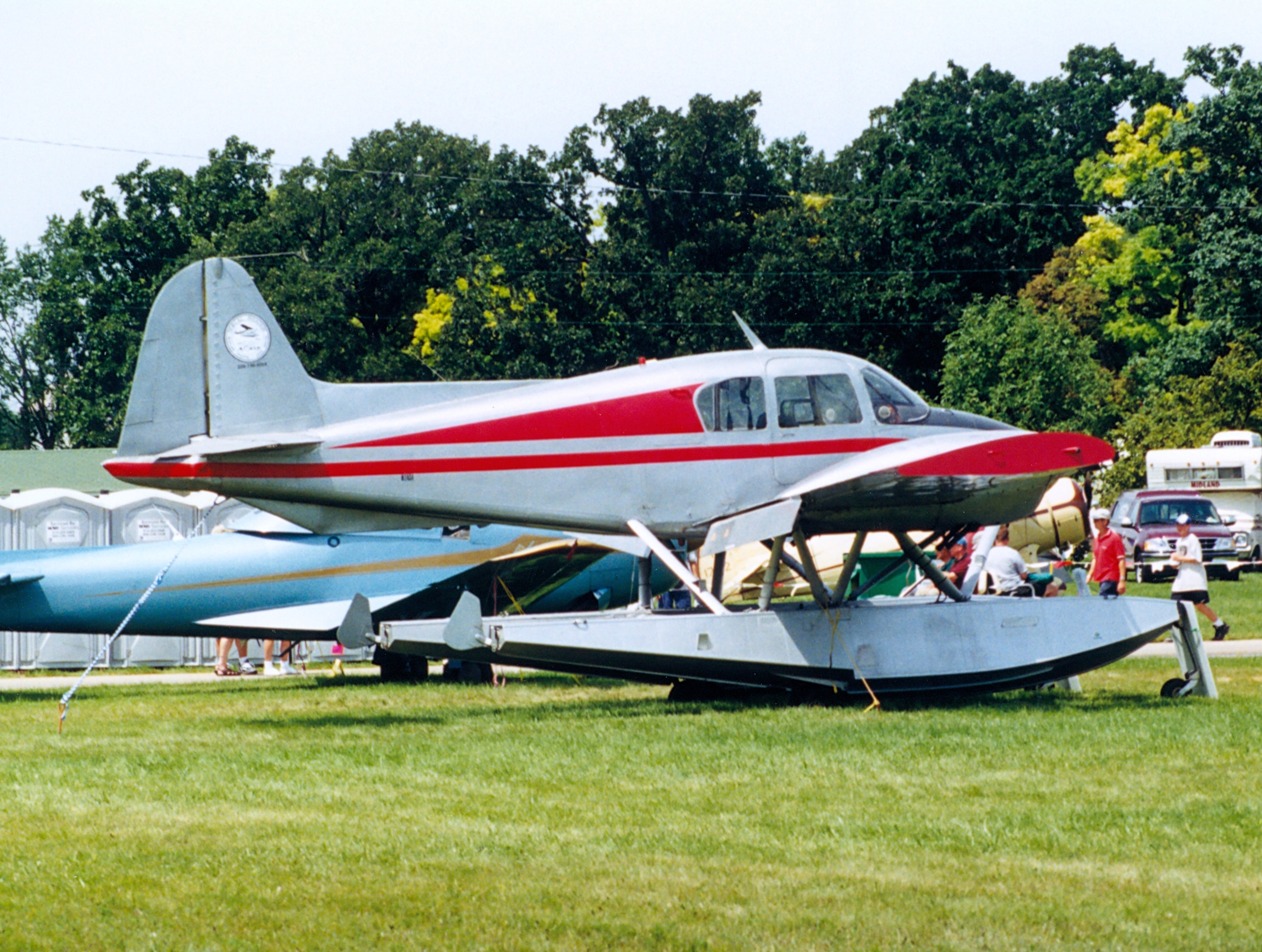
Um Apache com flutuadores

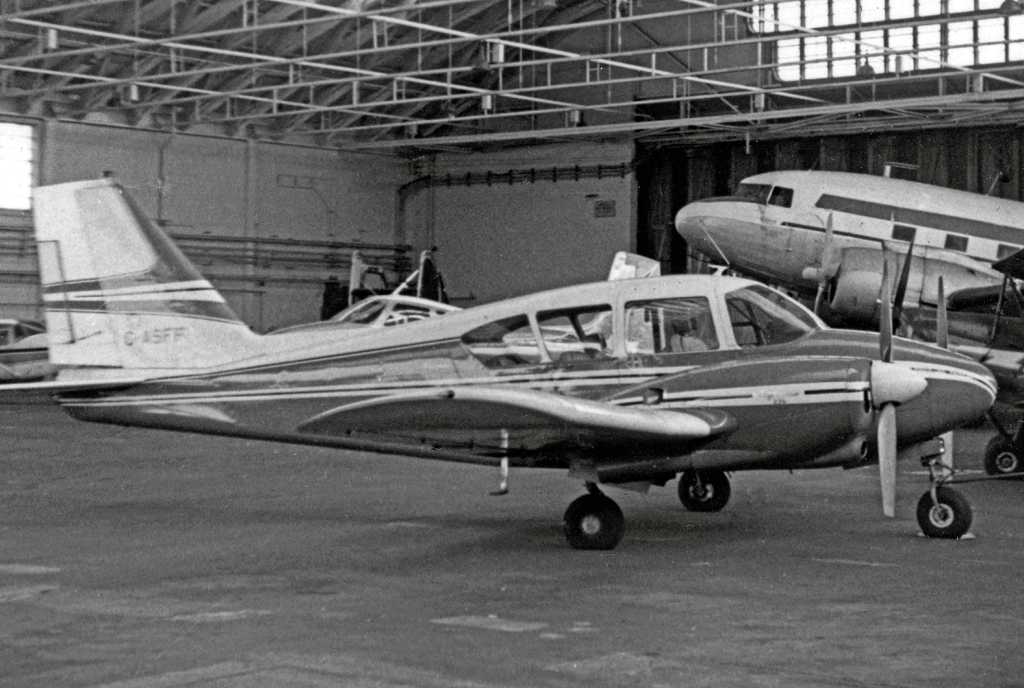
PA-23 Apache 235 equipado com a cauda no estilo do Aztec

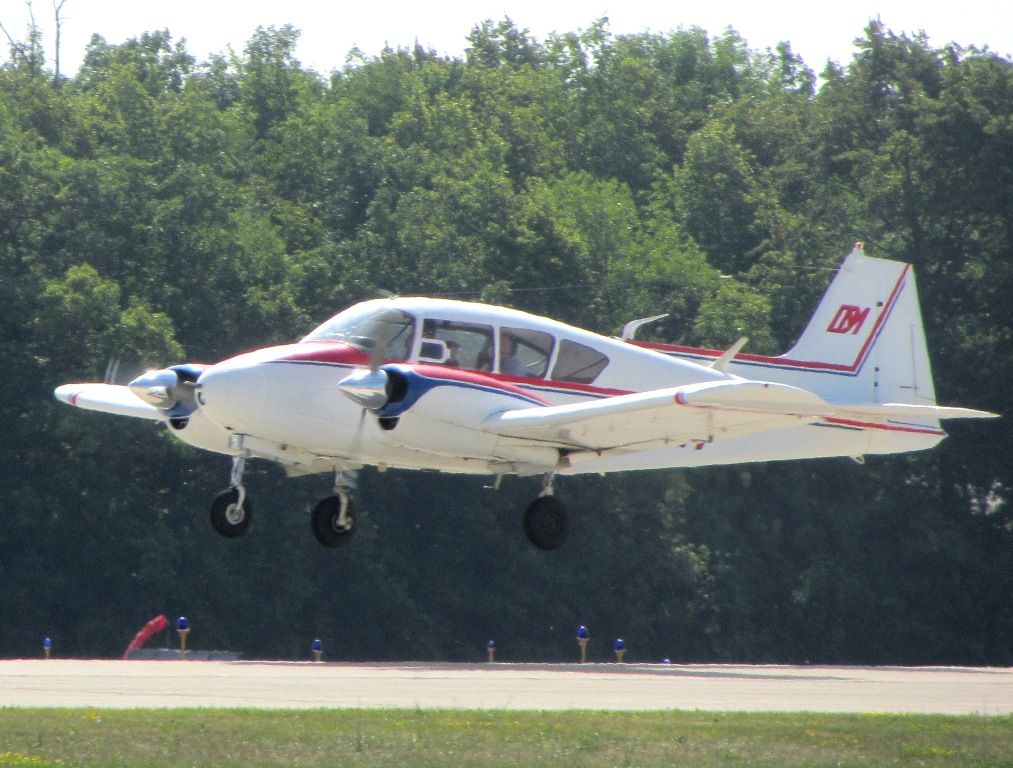
Um Apache com a modificação de cauda Geronimo

(Código OACI: PA23)
Dois novos protótipos desta aeronave redesenhada, agora com o nome Apache, foram construídos em 1953, entrando em produção em série em 1954; 1.231 aeronaves foram construídas. Em 1958, o Apache 160 foi produzido com motores de 160 hp (119 kW); 816 destas aeronaves foram construídas. O Apache 160 foi substituído em 1962 por um derivado do Aztec, o Apache 235. Com um preço de US$45.000 em 1962, o Apache 235 vinha equipado com os motores do Aztec, com 235 hp (175 kW), e superfícies de cauda alongadas. Foram construídas 119 destas aeronaves.

### Aztec

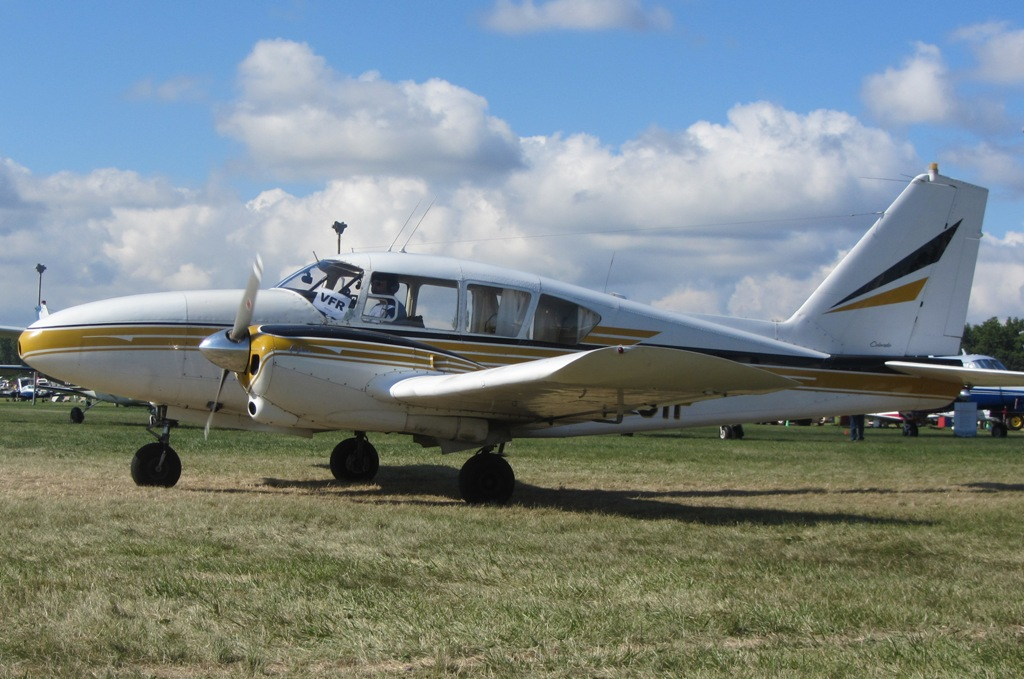
PA-23-250 de 1960

(Código OACI: PA27)

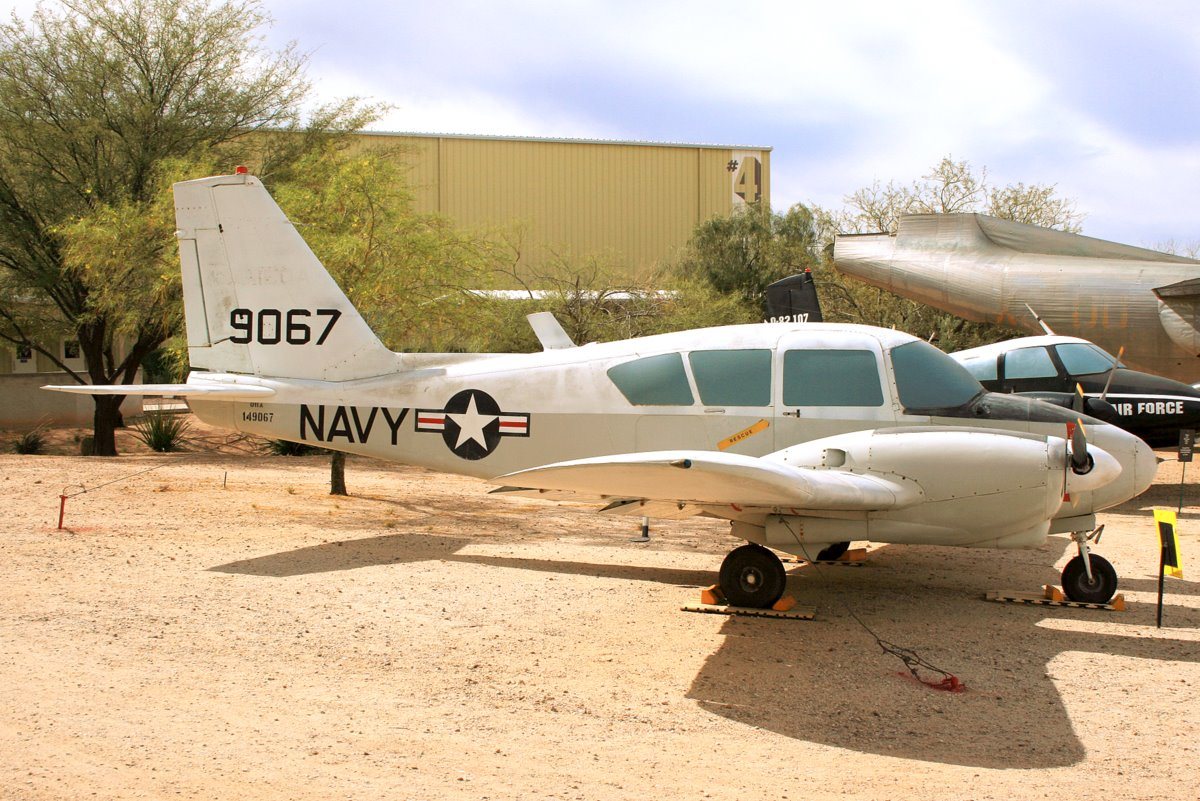
Um U-11A anteriormente da Marinha dos Estados Unidos, em exibição no Museu de Espaço e Ar de Pima

No mesmo ano, a Piper produziu uma versão mais potente, com motores Lycoming O-540 de 250 hp (186 kW) e uma superfície de cauda alongada, denominando-o PA-23-250 Aztec. Os primeiros modelos vinham com uma configuração de cinco assentos em 1959. Em 1961, uma variante com nariz maior, o Aztec B, entrou em produção. Os Aztec posteriores foram equipados com motores com injeção eletrônica, os IO-540, e uma capacidade de seis assentos, permanecendo em produção até 1982. Haviam também versões com turbocompressores nos modelos mais novos, podendo voar em maiores altitudes. 
A Marinha dos Estados Unidos adquiriu 20 Aztec, designando-os UO-1, sendo alterado para U-11A quando foram adotadas designações unificadas em 1962.
Em 1974, a Piper produziu um único PA-41P Pressurized Aztec, um conceito experimental com cabine pressurizada. Este conceito teve vida curta. Os aspectos que tornavam o Aztec popular, por seu espaçoso interior e habilidade de carregar grandes cargas, não o permitia a suportar a pressão requerida para aeronaves pressurizadas. O projeto foi cancelado e o único Aztec pressurizado produzido, N9941P, foi doado para a Universidade Estadual do Mississippi, onde foi utilizada em testes. Em 2000, a aeronave foi doada para o Museu de Aviação da Piper, em Lock Haven, Pennsylvania, em uma condição que não poderia mais ser voado, permanecendo em exibição neste museu.

## Variantes

### Apache
PA-23 Twin-Stinson
Designação original do Piper PA-23 Apache.
PA-23 Apache
Versão de produção inicial. 2.047 aeronaves construídas (incluindo o Apache E, G e H).
PA-23-150 Apache B
Versão de 1955 com pequenas alterações.
PA-23-150 Apache C
Versão de 1956 com pequenas alterações.
PA-23-150 Apache D
Versão de 1957 com pequenas alterações.
PA-23-160 Apache E
PA-23 com dois motores O-320-B de 160 hp (119 kW).
PA-23-160 Apache G
PA-23 com uma cabine interna maior e uma janela extra.
PA-23-160 Apache H
Apache G com motores O-320-B2B e outras pequenas alterações.
PA-23-235 Apache 235
Apache com cinco assentos e motores O-540 com 235 hp (175 kW). 118 aeronaves construídas.
PA-23-250 Aztec
Apache G com a fuselagem traseira modificada, nova cauda e motores Lycoming O-540-A1D de 250 hp (186 kW). 4.811 aeronaves construídas (incluindo as sub-variantes)
Seguin Geronimo
Apache com uma série de modificações nos motores, nariz e cauda.

### Aztec
PA-23-250 Aztec B
1962-1964. Aztec com um nariz maior para o compartimento de bagagem; seis assentos, um novo painel de instrumentos e alterações nos sistemas.
PA-23-250 Aztec C e Aztec C Turbo
1964-1968. Aztec B com os motores IO-540-C4B5 ou o turbo TIO-540-C1A como opcional, com naceles de motor e trem de pouso modificados.
PA-23-250 Aztec D e Aztec D Turbo
1969-1970. Aztec C com painel de instrumentos e controles revisados.
PA-23-250 Aztec E e Aztec E Turbo
1971-1975. Aztec D com um nariz maior e parabrisa de peça única.
PA-23-250 Aztec F e Aztec F Turbo
1976-1981. Aztec E com sistemas melhorados e pontas de asa alteradas.
U-11A
Designação da Marinha dos Estados Unidos (anteriormente UO-1).
UO-1
Designação da Marinha dos Estados Unidos para o PA-23-250 Aztec com equipamentos adicionals; 20 aeronaves entregues, posteriormente redesignados U-11A.
PA-41P Pressurized Aztec
Conceito de Aztec pressurizado. Uma aeronave construída.

## Operadores

### Operadores Militares
Argentina
 Bolívia
 Brasil
 Camarões
 Colômbia
 Costa Rica
 El Salvador
 Honduras
 Madagáscar
 México
 Nicarágua
- Força Aérea da Nicarágua

 Espanha
- Força Aérea Espanhola
  - Escuadrón 912
  - Escuadrilla de Enlace 905

 Paraguai
- Força Aérea Paraguaia
  - Grupo Aéreo de Transporte Especial/GATE

 Papua-Nova Guiné
- Air Operations Element, Força de Defesa de Papua-Nova Guiné

 Uganda
 Estados Unidos
- Marinha dos Estados Unidos

 Venezuela
 Uruguai
- Força Aérea Uruguaia